# Le Scheggia

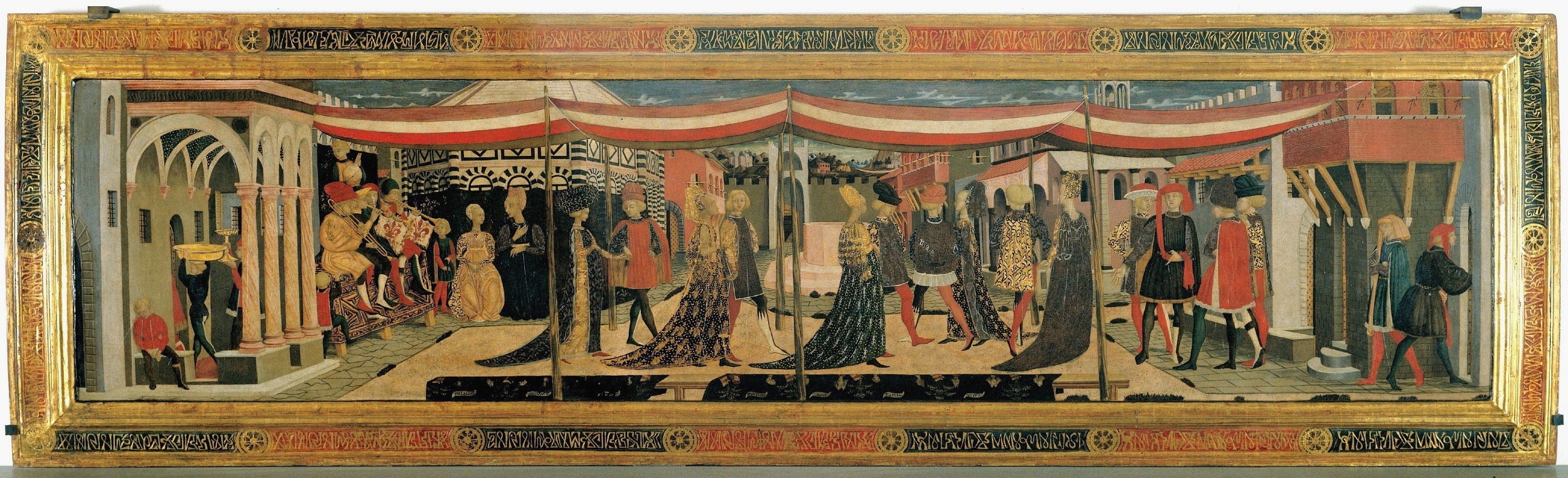
Cassone Adimari, panneau.
Scène de noces, 1440, Florence.

Giovanni di Ser Giovanni dit Lo Scheggia (San Giovanni Valdarno, 1406 - 1486) est un peintre italien de l'école florentine, le frère de Masaccio. Il fut longtemps désigné, avant son identification définitive, comme « Maître du Cassone Adimari ».

## Biographie
Lo Scheggia arrive avec sa famille à Florence en 1417 et il entre en rapport avec  Bicci di Lorenzo, probablement à l'atelier de ce dernier.
En 1426, il est à Pise comme mallevadore (garant financier) de son frère, Masaccio, dont il refusera l'héritage en 1428, pour son inconsistance. En 1429, il ouvre son propre atelier dans le quartier populaire Sant'Apollinare à Florence.
Il est inscrit à la Compagnia di San Luca en 1430, inscrit comme forzerinario à l'Arte dei Legnaioli, en 1433 immatriculé à l'Arte dei Medici e Speziali.
Entre 1436 et 1440, il fournit les cartons pour les statues  de la sacristie delle Messe du Duomo (Cathédrale Santa Maria del Fiore).
Dans cette période, il produit pour ses commanditaires florentins, surtout des cassoni et du mobilier de luxe, pendant qu'il réalise des retables et des fresques pour la province comme le Martirio di San Lorenzo de l'église San Lorenzo à San Giovanni Valdarno.
En 1449, à l'occasion de la naissance de Laurent de Médicis, il réalise le Desco da parto avec le Trionfo della Fama (conservé aujourd'hui au Metropolitan Museum of Art de New-York).
Mort en 1486, il est enterré à l'église Santa Croce.

## Œuvres
- Madonna col Bambino (1440-1450), originellement dans l'église de San Lorenzo à San Giovanni Valdarno
- Coro di Angeli Musicanti, partie d'un buffet d'orgue de la sacristie de l'Oratorio de San Lorenzo.
- Martyre de Saint Laurent, fresque (1457), Oratorio de San Lorenzo[2]
- Annonciation, abbaye valombrosienne de Soffena
- Cassone Adimari, 1440-1445, détrempe sur bois, 280 × 63 cm, Galleria dell'Accademia de Florence. Ce panneau qui représente les noces de Lisa Ricasoli et Boccacio Adimari, célébrées le 22 juin 1420, n'était pas le décor d'un coffre de mariage comme on le croyait autrefois, mais d'un bois de lit[3].On y reconnaît le Baptistère de Florence.
- Combat de cavalerie sous les murs de Troie, Le Cheval de Troie, Histoire de Cornélie et un panneau au sujet non identifié au musée national de la Renaissance au château d'Écouen
- Le Jeu de la Chouette, v. 1450, tondo, diamètre 57 cm, Palazzo Davanzati, Florence
- Les Sept Arts Libéraux, v. 1460, Musée national d'art de Catalogne, Barcelone
- Les Sept Vertus, v. 1460, Musée national d'art de Catalogne, Barcelone
- L'Histoire de Coriolan, vers 1460-1465, tempera et or sur bois, 43 × 155 cm, collection Alana (acquisition 2010), Newark (Delaware), États-Unis[4]

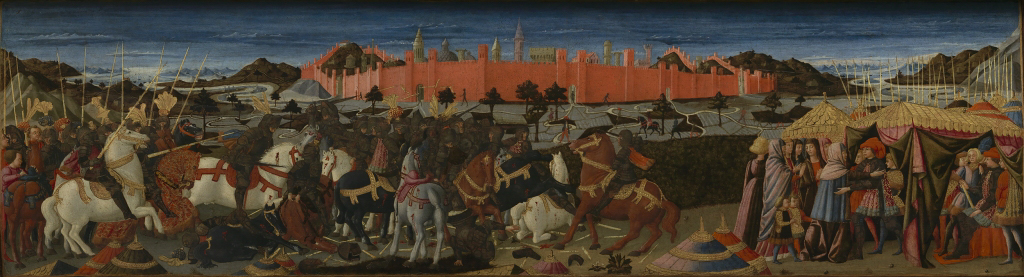
L'histoire de Coriolan, Lo Scheggia.

- Scène de bataille, 1450-1475, tempera sur panneau (cassone : coffre de mariage). Musée Getty, Los Angeles[1].

## Source de la traduction
- (it) Cet article est partiellement ou en totalité issu de l’article de Wikipédia en italien intitulé « lo Scheggia » (voir la liste des auteurs).